# Honeymoon on Mars
Honeymoon on Mars je čtvrté studiové album anglické skupiny The Pop Group. Vydáno bylo 28. října roku 2016 společností Freaks R Us. Na desce se podíleli dva producenti: Dennis Bovell, který produkoval sedm písní, a Hank Shocklee, jenž byl producentem zbylých tří. Bovell byl producentem vůbec první desky této kapely – Y z roku 1979.

## Seznam skladeb
1. „Instant Halo“ – 4:27
2. „City of Eyes“ – 4:32
3. „Michael 13“ – 3:58
4. „War Inc.“ – 4:33
5. „Pure Ones“ – 4:26
6. „Little Town“ – 3:54
7. „Days Like These“ – 4:35
8. „Zipperface“ – 4:18
9. „Heaven?“ – 3:20
10. „Burn Your Flag“ – 4:04

## Obsazení
The Pop Group
- Mark Stewart – zpěv
- Gareth Sager – kytara, saxofon, klávesy
- Dan Catsis – baskytara
- Bruce Smith – bicí

Ostatní
- Dennis Bovell – produkce (1, 3, 5–9), klávesy
- Dominic Lee – fotografie
- David McEwen – nahrávání
- Kevin Metcalfe – mastering
- Hank Shocklee – produkce (2, 4, 10)
- Helen White – obal alba
- Matt Wiggins – nahrávání